# Sigrid Smuda
Sigrid Smuda (* 4. Februar 1960 in München) ist eine ehemalige deutsche Eisschnellläuferin.

## Werdegang
Smuda, die für den Münchener Eislauf-Verein und den ERSC Ottobrunn startete, wurde jeweils dreimal deutsche Meisterin im Mini-Mehrkampf (1977, 1979, 1980) sowie im Sprint-Mehrkampf (1977, 1980, 1985) und zweimal im Kleinen Vierkampf (1983, 1984). International startete sie erstmals in der Saison 1974/75 und errang beim Wettbewerb "Goldener Schlittschuh" in Inzell im Jahr 1976 sowie 1977 jeweils den zweiten Platz im Mini-Mehrkampf. Bei den Juniorenweltmeisterschaften 1977 in Inzell belegte sie den sechsten Platz und bei den Juniorenweltmeisterschaften 1978 in Montreal den 13. Rang im Mini-Mehrkampf. In der Saison 1978/79 kam sie bei den Juniorenweltmeisterschaften 1979 in Grenoble auf den zehnten Platz und bei der Mehrkampfweltmeisterschaft 1979 in Den Haag auf den 16. Rang im Mini-Mehrkampf. Nach Platz eins im Mehrkampf bei der 3-Bahnen-Tournee in Inzell zu Beginn der Saison 1979/80, lief sie bei der Mehrkampfweltmeisterschaft 1980 in Hamar auf den 15. Platz im Mini-Mehrkampf und bei den Olympischen Winterspielen im Februar 1980 in Lake Placid auf den 23. Platz über 1000 m, auf den 22. Rang über 1500 m, auf den 19. Platz über 3000 m sowie auf den 17. Platz über 500 m. Zum Saisonende wurde sie bei den Juniorenweltmeisterschaften 1980 in Assen erneut Zehnte im Mini-Mehrkampf. In der Saison 1980/81 errang sie bei der 3-Bahnen-Tournee in Inzell den dritten Platz im Mehrkampf und belegte bei der Sprintweltmeisterschaft 1981 in Grenoble den 18. Platz. Zudem erreichte er bei der Mehrkampfeuropameisterschaft 1981 in Heerenveen den 16. Platz und bei der Mehrkampfweltmeisterschaft 1981 in Québec den 23. Rang im Mini-Mehrkampf. Im Jahr 1983 lief sie bei der Mehrkampfeuropameisterschaft in Heerenveen auf den 13. Platz, bei der Mehrkampfweltmeisterschaft in Karl Marx Stadt auf den 17. Rang im Kleinen Vierkampf und bei der Sprintweltmeisterschaft in Helsinki auf den 11. Platz. Außerdem errang sie im März 1983 beim "Goldener Schlittschuh" in Inzell den zweiten Platz im Kleinen Vierkampf. 
Zu Beginn der Saison 1983/84 siegte Smuda bei der 3-Bahnen-Tournee in Inzell im Mehrkampf und errang bei der Mehrkampfweltmeisterschaft 1984 in Deventer den 21. Platz im Kleinen Vierkampf. Beim Saisonhöhepunkt, den Olympischen Winterspielen 1984 in Sarajevo, belegte sie den 20. Platz über 500 m, den 18. Rang über 3000 m, den 15. Platz über 1000 m und den zehnten Platz über 1500 m. Zum Saisonende kam sie bei der Sprintweltmeisterschaft 1984 in Trondheim auf den 11. Platz im Sprint-Mehrkampf und beim Wettbewerb "Goldener Schlittschuh" in Inzell auf den dritten Platz im Kleinen Vierkampf. Im folgenden Jahr lief sie bei der Mehrkampfeuropameisterschaft in Groningen auf den 14. Platz im Kleinen Vierkampf und bei der Sprintweltmeisterschaft in Heerenveen auf den 25. Platz. In ihrer letzten Saison als aktive Sportlerin 1985/86 nahm sie an vier Läufen im Eisschnelllauf-Weltcup teil, wobei der neunte Platz über 1000 m in Inzell ihre beste Platzierung war. Letztmals international startete sie bei der Mehrkampfweltmeisterschaft 1986 in Den Haag und kam dabei auf den 22. Platz im Kleinen Vierkampf. Sie heiratete den Segler Peter Fröschl und war später als Marketingleiterin tätig.

## Erfolge

### Olympische Spiele
- 1980 Lake Placid: 17. Platz 500 m, 19. Platz 3000 m, 22. Platz 1500 m, 23. Platz 1000 m
- 1984 Sarajevo: 10. Platz 1500 m, 15. Platz 1000 m, 18. Platz 3000 m, 20. Platz 500 m

### Mehrkampf-Weltmeisterschaften
- 1979 Den Haag: 16. Platz Mini-Mehrkampf
- 1980 Hamar: 15. Platz Mini-Mehrkampf
- 1981 Québec: 22. Platz Mini-Mehrkampf
- 1983 Karl Marx Stadt: 17. Platz Kleiner Vierkampf
- 1984 Deventer: 21. Platz Mini-Kleiner Vierkampf
- 1986 Den Haag: 22. Platz Mini-Kleiner Vierkampf

### Sprint-Weltmeisterschaften
- 1981 Grenoble: 18. Platz Sprint-Mehrkampf
- 1983 Helsinki: 11. Platz Sprint-Mehrkampf
- 1984 Trondheim: 11. Platz Sprint-Mehrkampf
- 1985 Heerenveen: 25. Platz Sprint-Mehrkampf

### Mehrkampf-Europameisterschaften
- 1981 Heerenveen: 16. Platz Mini-Mehrkampf
- 1983 Heerenveen: 13. Platz Kleiner Vierkampf
- 1985 Groningen: 14. Platz Kleiner Vierkampf

## Persönliche Bestleistungen
| Disziplin | Zeit        | Datum             | Ort    |
| --------- | ----------- | ----------------- | ------ |
| 500 m     | 42,76 s     | 3. März 1983      | Inzell |
| 1000 m    | 1:24,73 min | 10. Dezember 1983 | Inzell |
| 1500 m    | 2:10,26 min | 10. Dezember 1983 | Inzell |
| 3000 m    | 4:38,96 min | 7. Januar 1984    | Inzell |
| 5000 m    | 7:56,00 min | 11. Dezember 1982 | Inzell |